# Абэ-рю
Абэ-рю (яп. 安倍流) или Абэ татэ-рю (яп. 安倍立流), также известное как Абэ-рю Кэндо (яп. 安倍立剣道) — классическое японское боевое искусство (корю), основанное в XVII веке мастером Абэ Ёрито (яп. 安倍頼任). Школа является ответвлением от стиля Тайся-рю, который, в свою очередь, испытал влияние Синкагэ-рю.
Абэ-рю известна как первая серьёзная школа кэндзюцу, которая применяла термин кэндо (яп. 剣道) ещё в 1673 году, хотя подобные иероглифы были известны ещё в Китае. Суть кэндо, или кэн-но-мити («путь меча»), в рамках данного стиля заключалась более в духовном и нравственном обучении, нежели в физическом. То кэндо, которое практиковала школа Абэ-рю, не имеет никакого отношения к современной практике кэндо, созданной после реставрации Мэйдзи.